# Лейденский университет
Ле́йденский университе́т (нидерл. Universiteit Leiden), или Лейденская акаде́мия в городе Лейдене — старейший университет Нидерландов. Входит в Коимбрскую группу, Europaeum и Лигу исследовательских университетов Европы.

## История

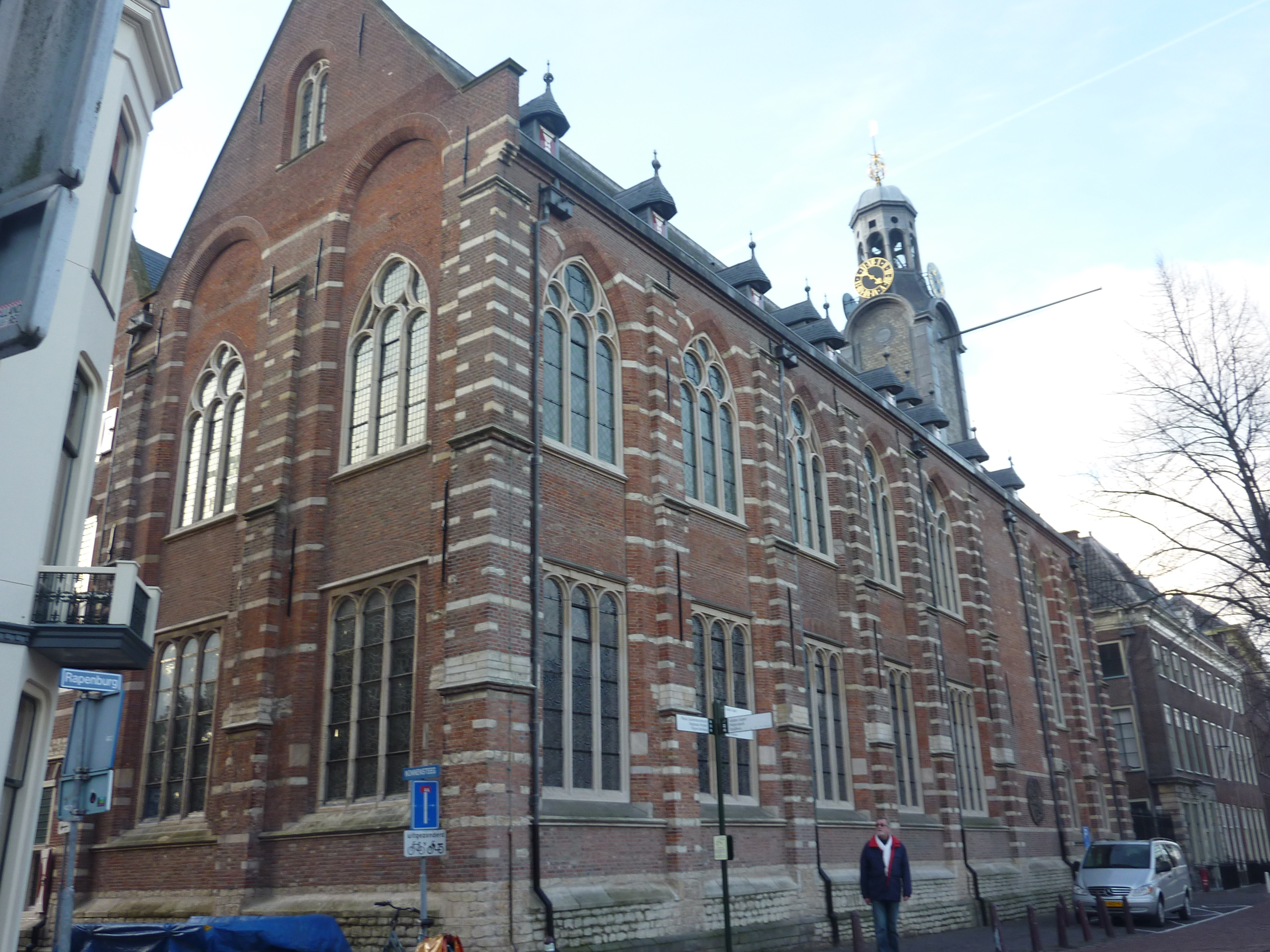
Лейденский университет (Рапенбюрг)

Лейденский университет был основан 8 февраля 1575 года принцем Вильгельмом Оранским (Молчаливым), предводителем Нидерландской революции во время Восьмидесятилетней войны. В XVII веке это был крупнейший центр кальвинистского образования в Европе; с ним неразрывно связаны имена Гуго Гроция, Якоба Арминия, Иосифа Скалигера, Германа Бургаве, Бернхарда Варениуса и Эльзевиров.
Королевский дом Оранских и Лейденский университет и по сей день поддерживают тесные отношения. Королевы Вильгельмина, Юлиана и Беатрикс и король Виллем-Александр были студентами этого университета. В 2005 году королева Беатрикс получила почётную степень Лейденского университета.
В настоящее время Лейденский университет объединяет девять факультетов, более пятидесяти департаментов и более 150 программ обучения, пользуется заслуженной международной известностью. В состав университета входит 40 научно-исследовательских институтов. Лейденский университет привлекает студентов со всех концов света.
В настоящее время в университете обучается более 25 тысяч студентов. Преподавательский состав насчитывает 5 500 человек (2015—2016).

## Известные студенты и преподаватели

### Профессора
- Бургерсдейк, Франко Петри (Бургерсдициус; 1590—1635) — философ и логик.
- Гомарус, Францискус (1563—1641) — реформатский богослов.
- Дрим, Жорж ван род. 1957) — лингвист.
- Зеленка, Эмиль (1842—1902) — немецкий зоолог.
- Кортландт, Фредерик (род. 1946) — лингвист.
- Рейнберт де Леу (род. 1938) — композитор, пианист, дирижёр.
- Лоренц, Хендрик Антон (1853—1928) — физик-теоретик. Лауреат Нобелевской премии по физике (1902).
- Нук, Антоний (1650—1692) — анатом.
- Рункен, Давид (1723—1798) — немецкий филолог, профессор красноречия, истории и древностей.
- Сандифорт, Эдуард (1742—1814) — врач и анатом.
- Сигенбек, Маттейс (1774—1854) — первый в университете профессор нидерландского языка.
- Эйнтховен, Виллем (1860—1927) — физиолог, лауреат Нобелевской премии (1924).
- Схрейвер, Петер (род. 1963) — лингвист.
- Люкассен, Гьялт (род. 1956) — лингвист, брат рок-музыканта Арьена Люкассена.
- Схрейнемакерс, Францискус Антониус Хубертус(1864—1945?)- физикохимик

### Студенты
- Арцишевский, Христофор (1592—1656) — голландский военный инженер и генерал польского происхождения.
- Бейеринк, Мартин (1851—1931) — микробиолог.
- Блюме, Карл Людвиг (1796—1862) — немецко-голландский ботаник и миколог.
- Бок, Барт Ян (1906—1983) — американский астроном голландского происхождения.
- Бос, Виллем Хендрик ван ден (1896 − 1974) — нидерландско-южноафриканский астроном.
- Браун, Томас (1605—1682) — британский медик и писатель.
- Ван Бюрен, Армин (род. 1976) — нидерландский музыкант, диджей и музыкальный продюсер.
- Верховен, Пол (род. 1938) — нидерландский и американский кинорежиссёр.
- Вишоватый, Анджей (1608—1678) — польский философ, богослов-социанин, религиозный идеолог польских братьев, арианский проповедник, писатель-полемист, поэт.
- Гольбах, Поль Анри (1723—1789) — французский философ немецкого происхождения, писатель, энциклопедист, просветитель.
- Грифиус, Андреас (1616—1664) — немецкий поэт и драматург.
- Гроций, Гуго (1583—1645) — голландский юрист, философ и государственный деятель.
- Гулик, Роберт ван (1910—1967) — синолог, дипломат, музыкант и писатель.
- Гюйгенс, Христиан (1629—1695) — механик, физик, математик, астроном и изобретатель.
- Де Фриз, Хуго (1848—1935) — ботаник и генетик.
- Зыбелин, Семён Герасимович (1735—1802) — российский медик, один из первых русских профессоров медицины в Московском университете.
- Озерецковский, Николай Яковлевич (1750—1827) — русский естествоиспытатель.
- Хаменгкубувоно IX (1912—1988) — индонезийский политик, вице-президент Индонезии, султан.
- Хоп Схеффер, Яп де (род. 1948) — политик.
- Худде, Иоганн (1628—1704) — нидерландский математик и государственный деятель.
- Уэйкфилд, Роберт (ум. 1537) — английский лингвист.
- Ягельский, Кассиан Иосифович (1736—1774) — российский медик.
- Стройк, Дирк Ян(1894—2000)- нидерландский и американский математик.

## Ректоры
- 1579—1581, 1587—1589 Юст Липсий
- 1597—1599 Францискус Гомарус
- 1605—1606 Якоб Арминий
- 1629—1631, 1634—1635 Франко Петри Бургерсдейк
- 1642—1643, 1651—1652, 1665—1666 Якобус Голиус
- 1659—1660, 1668—1669 Иоанн Кокцеюс
- 1661—1662 Иоганн Фридрих Гроновий
- 1669—1670, 1670—1671 Франциск Сильвий
- 1673—1674, 1680—1681, 1687—1688, 1692—1693 Фридрих Младший Спангейм
- 1690—1691 Пауль Герман
- 1714—1715, 1730—1731 Герман Бургаве
- 1723—1724 Вильгельм Якоб Гравезанд
- 1726—1727, 1738—1739 Бернард Зигфрид Альбинус
- 1739—1740 Алберт Схюлтенс
- 1742—1743, 1758—1759, 1770—1771 Адриан ван Ройен
- 1743—1744 Питер ван Мушенбрук
- 1747—1748 Тибериус Гемстергейс
- 1751—1752 Франц ван Удендорп
- 1760—1761 Ян Якоб Схюлтенс
- 1763—1764 Давид ван Ройен
- 1767—1768 Давид Рункен
- 1782—1783, 1802—1803 Эдуард Сандифорт
- 1787—1788 Хендрик Алберт Схюлтенс
- 1796—1797, 1811—1812 Себальд Юстинус Брюгманс
- 1809—1810, 1823—1824 Маттейс Сигенбек
- 1824—1825, 1844—1845 Жерард Сандифорт
- 1832—1833 Каспар Георг Карл Рейнвардт
- 1840—1841 Йохан Рудольф Торбеке
- 1850—1851, 1860—1861 Ян де Валь
- 1853—1854 Теодор Виллем Йейнболл
- 1857—1858 Фредерик Кайзер
- 1861—1862 Авраам Кюнен
- 1863—1864 Карел Габриель Кобет
- 1867—1868 Виллем Фредерик Райнир Сурингер
- 1868—1869 Рейнхарт Дози
- 1877—1878 Роберт Якобус Фрёйн
- 1879—1880 Йохан Хендрик Каспар Керн
- 1881—1882 Михаэл Ян де Гуе
- 1885—1886 Ян Питер Николаис Ланд
- 1892—1893 Корнелис Петер Тиле
- 1899—1900 Хендрик Антон Лоренц
- 1903—1904 Хейке Камерлинг-Оннес
- 1905—1906 Виллем Эйнтховен
- 1917—1918 Геррит Кальф
- 1921—1922 Христиан Снук-Хюргронье
- 1923—1924 Гуго Краббе
- 1925—1926 Виллем де Ситтер
- 1929—1930 Николас ван Вейк
- 1932—1933 Йохан Хёйзинга
- 1936—1937 Ян ван дер Хуве
- 1949—1950 Бернар Абрахам Гронинген
- 1953—1954 Ян Юлиус Лодевейк Дёйвендак
- 1958—1959 Герман Йоханнес Лам
- 1963—1964 Виллем ден Бур
- 1997—2001 Виллем Альберт Вагенаар
- 2001—2007 Дауве Бреймер
- 2007—2013 Пол Ф. ван дер Хейден
- 2013—2021 Карел Столкер
- 2021 — н. в. Хестер Бейл